# Cleomella jaliscensis
Cleomella jaliscensis är en paradisblomsterväxtart som beskrevs av E. Villegas Flores och R. Ramirez Delgadillo. Cleomella jaliscensis ingår i släktet Cleomella, och familjen paradisblomsterväxter. Inga underarter finns listade i Catalogue of Life.